# Serra de Gisclareny
La Serra de Gisclareny és una serra situada al municipi de Gisclareny (Berguedà), amb una elevació màxima de 1.547,9 metres. És majoritàriament una formació originària del Cretaci.